# Гросефен

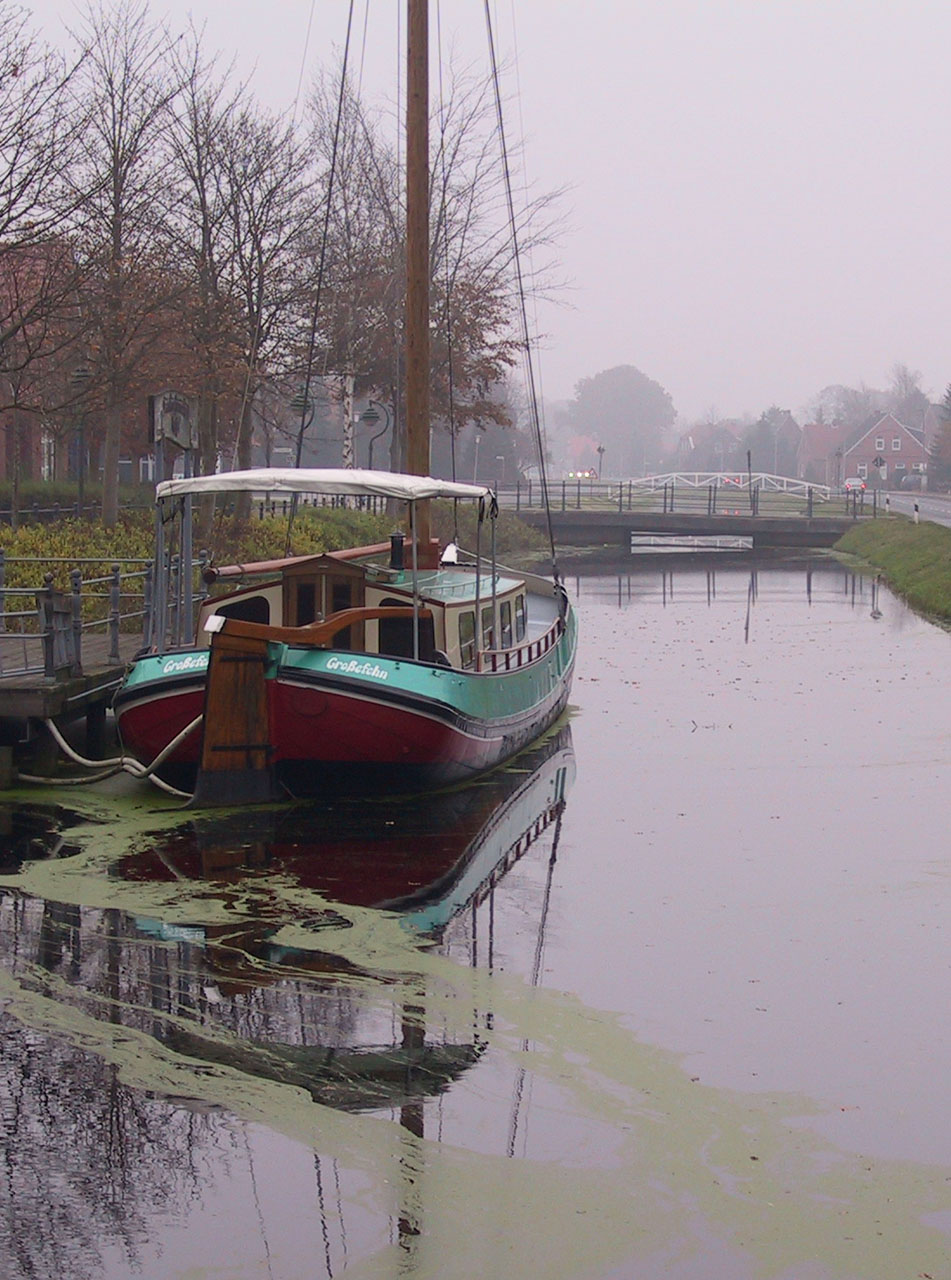
Гроссефен

Гросефен (нем. Großefehn) — община в Германии, в земле Нижняя Саксония.
Входит в состав района Аурих. Население составляет 13 367 человек (на 31 декабря 2010 года). Занимает площадь 127,25 км².
| Год  | Население |
| ---- | --------- |
| 1990 | 11 211    |
| 1995 | 11 777    |
| 2000 | 12 594    |
| 2005 | 13 245    |
| 2010 | 13 344    |